# Hard Times (песня Paramore)
«Hard Times» (с англ. — «Тяжёлые времена») — песня американской альтернативной рок-группы Paramore, ставшая первым синглом из пятого студийного альбома After Laughter. Сингл вышел 19 апреля 2017 года в цифровом формате на лейбле Fueled by Ramen.

## История
В песне сочетаются такие стили как новая волна, поп-рок, синти-поп. Газета The Guardian сравнивает её со стилем Lionel Richie и Daft Punk, а журнал Billboard сравнил эту песню с песнями групп Talking Heads и Blondie.
Песня получила положительные отзывы музыкальных критиков и интернет-изданий: The New York Times, Pitchfork, Spin, DIY, The Inquirer.

## Музыкальное видео
Видео было загружено 19 апреля 2017 года на аккаунт лейбла Fueled by Ramen на канале YouTube. Режиссёром выступил Andrew Joffe, который снял видеоклип за 2 дня на студии Optimist Studios в марте 2017.

## Позиции в чартах
| Чарт (2017)                                  | Лучший результат |
| -------------------------------------------- | ---------------- |
| Австралия (ARIA)                             | 61               |
| Канада (Billboard Canadian Hot 100)          | 65               |
| Чехия (Singles Digitál Top 100)              | 91               |
| Финляндия (Latauslista Download)             | 13               |
| Ирландия (IRMA)                              | 54               |
| New Zealand Heatseekers (RMNZ)               | 2                |
| Шотландия (OCC Scotland)                     | 14               |
| Великобритания (OCC UK Singles)              | 34               |
| США (Billboard Hot 100)                      | 90               |
| США (Billboard Adult Pop Airplay)            | 31               |
| США (Billboard Hot Rock & Alternative Songs) | 6                |
| США (Billboard Rock & Alternative Airplay)   | 27               |